# تاكاشي مياموتو
تاكاشي مياموتو (باليابانية: 宮本 貴史) (مواليد 15 أكتوبر 1978 م)، هو لاعب كرة قدم سابق كان يلعب كلاعب وسط.